# Compsophorus crassispina
Compsophorus crassispina là một loài tò vò trong họ Ichneumonidae.